# Ioannis Kariofyllis
Ioannis „Giannis“ Kariofyllis (griechisch Ιωάννης „Γιάννης“ Καριοφύλλης; * 18. September 2002) ist ein griechischer Leichtathlet, der sich auf den Sprint spezialisiert hat.

## Sportliche Laufbahn
Erste internationale Erfahrungen sammelte Ioannis Kariofyllis im Jahr 2018, als er bei den U18-Balkan-Meisterschaften in Istanbul in 11,23 s den vierten Platz im 100-Meter-Lauf belegte. Im Jahr darauf gelangte er beim Europäischen Olympischen Jugendfestival (EYOF) in Baku mit 21,56 s auf den fünften Platz im 200-Meter-Lauf und 2021 schied er bei den U20-Europameisterschaften in Tallinn mit 21,61 s im Halbfinale aus, belegte aber mit der griechischen 4-mal-100-Meter-Staffel in 41,44 s den achten Platz. Anschließend kam er bei den U20-Weltmeisterschaften in Nairobi mit 21,44 s nicht über den Vorlauf über 200 Meter hinaus und wurde mit der Staffel in 40,07 s Sechster. Im Jahr darauf verpasste er bei den Mittelmeerspielen in Oran mit 21,46 s den Finaleinzug über 200 Meter und 2023 belegte er bei den U23-Europameisterschaften in Espoo in 20,98 s den fünften Platz und wurde mit der Staffel in 39,09 s Vierter. Kurz darauf gewann er bei den Balkan-Meisterschaften in Kraljevo in 20,70 s die Silbermedaille über 200 Meter hinter dem Türken Ramil Guliyev und sicherte sich dort mit 39,52 s zudem die Silbermedaille mit der Staffel hinter dem türkischen Team. Im Jahr darauf wurde er bei den Balkan-Meisterschaften in Izmir in 21,42 s Fünfter über 200 Meter und schied kurz darauf bei den Europameisterschaften in Rom mit 21,00 s im Vorlauf aus.
2021 wurde Kariofyllis griechischer Meister im 200-Meter-Lauf.

## Persönliche Bestleistungen
- 100 Meter: 10,52 s (+1,0 m/s), 10. Juni 2023 in Serres
  - 60 Meter (Halle): 6,87 s, 13. Februar 2022 in Piräus
- 200 Meter: 20,70 s (+0,9 m/s), 23. Juli 2023 in Kraljevo